# Fáfnismál
Fáfnismál (altnordisch für „Fáfnirs Rede(n)“) ist ein Heldenlied der im Codex Regius überlieferten Liederedda. Das Fáfnismál behandelt zusammen mit dem Reginsmál und dem Sigrdrífomál die Jugendtaten des Helden Sigurðr, in diesem Fall die Tötung des Drachen Fáfnir (vergleiche auch den Helden Siegfried in der Nibelungensage).

## Aufbau
Die 44 Strophen sind im Ljóðaháttr gedichtet und werden von Prosaeinschüben unterbrochen. Die ersten 22 Strophen des Gedichts enthalten einen Dialog zwischen Sigurðr und dem von ihm tödlich verwundeten Lindwurm Fáfnir. Nach dessen Tod in Strophe 23 folgen die Ratschläge der Vögel und die Ermordung Reginns. 
Vorausgehend der Fáfnismál ist die Reginsmál; es schließt sich die Sigrdrífomál an.

## Inhalt

### Einordnung der Handlung
Fáfnir, der Sohn des Zwergenkönigs Hreiðmarr, hat zwei Brüder namens Reginn und Ótr. Aus Versehen wird Ótr, der sich oft in Gestalt eines Otters zeigt, vom Asengott Loki mit einem Stein erschlagen. Als sie danach bei Hreiðmarr und seinen Söhnen übernachten wollen, erkennen sie den toten Ótr und verlangen Schadensersatz von den Asengöttern Óðinn, Hœnir und Loki. Sie zahlen Hreiðmarr das fällige Wergeld aus dem verfluchten Schatz des Zwerges Andvari, der sie jedoch vor dem Schatz warnt. Als Hreiðmarr sich aus Habgier weigert, seinen beiden Söhnen ihren Anteil am Schatz auszuzahlen, ersticht Fáfnir seinen schlafenden Vater und zieht sich in eine Höhle auf der Gnitaheide (Gnitaheidr) zurück, wo er allmählich die Gestalt eines Lindwurms annimmt und den Goldschatz (Hort) bewacht. Der Helm Oegishjalmr verleiht ihm dabei ein noch schrecklicheres Aussehen.

### Fáfnirs Tod
Das Fáfnismál beginnt damit, dass Reginn Sigurðr überredet, Fáfnir zu erschlagen. Der junge Held versteckt sich in einer Grube auf Fáfnirs Weg und sticht dem Lindwurm sein Schwert mitten ins Herz, als er über ihn kriecht. Der tödlich verwundete Fáfnir beginnt mit Sigurðr zu sprechen und fragt ihn nach seiner Herkunft. Er verschweigt dem Lindwurm zunächst seinen Namen – denn allgemein galt der Glaube, dass ein tödlich Verwundeter könne seinen Mörder mit dem Namen verfluchen – nennt ihm dann aber trotzdem Namen und Herkunft. Der Drache weist Sigurðr darauf hin, dass das Gold den Helden in den Tod führen wird. Sigurðr stellt Fragen über die Nornen (Schicksalsgöttinnen), die Weisheit der Götter sowie den Ort, an dem die letzte Schlacht zwischen den Göttern und Surtr stattfinden wird (Ragnarök). Bevor Fáfnir stirbt, warnt er Sigurðr noch einmal, dass sein goldener Schatz (Hort) verflucht sei und dass Reginn ihn verraten wird.

### Reginns Tod
Fáfnir stirbt und Reginn preist Sigurðr dafür, dass er den Drachen auf sein Geheiß erschlagen hat. Er verlangt aber einen Lohn für das Schwert Garm, das er schmiedete, mit dem Sigurðr den Drachen tötete. Sigurðr antwortet ihm, dass Mut wichtiger sei als eine Waffe und wirft Reginn vor, er habe ihn angestiftet, Fáfnir zu erschlagen. Reginn schneidet das Herz aus dem toten Fáfnir und trinkt sein Blut. Bevor er sich schlafen legt, befiehlt er Sigurðr, ihm das Herz zu braten. Um zu testen, ob das Herz durchgebraten ist, berührt er das Herz und verbrennt sich den Finger am herausschäumenden Fleischsaft. Er steckt sich den Finger in den Mund und kann plötzlich das Gezwitscher der Vögel im Gebüsch verstehen. Indirekt stiften sie Sigurðr dazu an, Fáfnirs Herz selbst zu essen und den verräterischen Reginn zu töten. Sigurðr schlägt dem schlafenden Reginn den Kopf ab, isst Fáfnirs Herz und trinkt dann von beider Blut.

### Die Weissagung der Vögel
Die Vögel weissagen ihm weiter, die Walküre Sigrdrífa, Tochter des Königs Gjúki, aus ihrem von Óðinn auferlegten Bann zu befreien und um sie zu werben. Im folgenden Sigrdrífomál wird davon berichtet. Sigurðr nimmt neben zwei Kisten Gold auch den Ring Andvaranaut sowie den Helm des Schreckens und das Schwert Hrotti mit.

## Textauszug: Sigurðr tötet Fáfnir
| Altnordisch | Deutsch |
| --- | --- |
| Sigurðr ok Reginn fóru upp á Gnitaheiði ok hittu þar slóð Fáfnis, þá er hann skreið til vatns. Þar gerði Sigurðr gröf mikla á veginum, ok gekk Sigurðr þar í. En er Fáfnir skreið af gullinu, blés hann eitri, ok hraut þat fyrir ofan höfuð Sigurði. En er Fáfnir skreið yfir gröfina, þá lagði Sigurðr hann með sverði til hjarta. Fáfnir hristi sik ok barði höfði ok sporði. Sigurðr hljóp ór gröfinni, ok sá þá hvárr annan. Fáfnir kvað: - "Sveinn ok sveinn, - hverjum ertu svein of borinn? - Hverra ertu manna mögr, - er þú á Fáfni rautt - þinn inn frána mæki? - Stöndumk til hjarta hjörr." | Sigurðr und Reginn begaben sich auf die Gnitaheide und fanden dort Fáfnirs Spuren, als er zum See kroch. Da machte Sigurðr eine große Grube auf dem Weg und Sigurðr ging dort hinein. Aber als Fáfnir vom Gold kroch, blies er Gift und dieses fiel über Sigurðrs Haupt. Aber als Fáfnir über die Grube kroch, da stach Sigurðr ihm mit dem Schwert ins Herz. Fáfnir schüttelte sich und schlug mit Kopf und Schwanz um sich. Sigurðr sprang aus der Grube und sie sahen einander. Fáfnir sprach: - Bursche, und Bursche - welchem Burschen bist du geboren? - Wessen Menschen Sohn bist du, - der du in Fáfnir gerötet hast - dein glänzendes Schwert? - Mir sticht zum Herz das Schwert. |

## Smaug
Es gibt sehr auffällige Übereinstimmungen zwischen J.R.R. Tolkiens Smaug und Fáfnir. Nach Ármann Jakobsson übertrug Tolkien das epische Gedicht in eine moderne Interpretation von Fáfnir durch Smaug. Fáfnir und Smaug sind gleich bezüglich des Umstandes, dass sie in Rätseln sprechen, Weisheit besitzen und einen goldenen Schatz (Hort) bewachen. Sie sind außerdem sehr menschlich gezeichnet, anders als die Drachen zum Beispiel aus dem altenglischen Epos Beowulf.

## Ausgaben
Textausgaben
- Gustav Neckel (Hrsg.): Edda. Die Lieder des Codex Regius nebst verwandten Denkmälern. Bd. 1. Text., 5. verbesserte Auflage von Hans Kuhn. Germanische Bibliothek. Reihe 4, Bd. 9. Texte. Carl Winter, Heidelberg 1983, ISBN 3-533-03080-6.
- Klaus von See u. a. (Hrsg.): Kommentar zu den Liedern der Edda. Band 5. Heldenlieder - Frá dauða Sinfiǫtla, Grípisspá, Reginsmál, Fáfnismál, Sigrdrífumál. Heidelberg 2006, ISBN 3-8253-5180-7

Übersetzungen
- Die Edda. Götterdichtung, Spruchweisheit und Heldengesänge der Germanen. Ins Deutsche übertragen von Felix Genzmer. Diederichs, Düsseldorf 1981, ISBN 3-424-01380-3, ISBN 3-7205-2759-X.
- Die Heldenlieder der Älteren Edda, Arnulf Krause (Hrsg.) mit Kommentar, Reclam, Stuttgart 2001, ISBN 978-3-15-018142-3